# クン・サームチョン
クン・サームチョン（Khun Samchon、ขุนสามชน）はラームカムヘーン大王碑文に見える人物。実際に人物かは定かではないが、実在を否定する理由も見あたらない。問題の碑文によれば、チョート国（ターク県）の地主か王か何かで、現在のタークに来たとき若き日のラームカムヘーン大王と騎馬戦をして負けたという。
詳しくはラームカムヘーン大王碑文および、ラームカムヘーン大王参照のこと。